# Districtul Bung Khla
Bung Khla (în thailandeză บุ่งคล้า) este un district (Amphoe) din provincia Bueng Kan, Thailanda, cu o populație de 13.037 de locuitori și o suprafață de 243,6 km².

## Componență
Districtul este subdivizat în 3 subdistricte (tambon), care sunt subdivizate în 25 de sate (muban).
| Nr. | Nume       | În thailandeză | Sate | Locuitori |
| --- | ---------- | -------------- | ---- | --------- |
| 1.  | Bung Khla  | บุ่งคล้า          | 9    | 4,884     |
| 2.  | Nong Doen  | หนองเดิ่น        | 7    | 3,557     |
| 3.  | Khok Kwang | โคกกว้าง        | 9    | 4,596     |